# Estadio Ecopa de Shizuoka
El Estadio Ecopa de Shizuoka (en japonés: 静岡スタジアム・エコパ) es un estadio de fútbol de la ciudad de Shizuoka, capital de la Prefectura de Shizuoka, en Japón. El estadio actualmente es utilizado para algunos encuentros importantes de fútbol de los equipos de la ciudad el Júbilo Iwata y Shimizu S-Pulse.

## Historia
El estadio fue construido tras la designación de la realización en Japón de la Copa Mundial de Fútbol de 2002. En ese torneo se disputaron dos partidos de la primera fase y uno por los cuartos de final.
La capacidad del estadio alcanza los 50 889 espectadores convirtiéndolo, en 2002, en el tercero más grande del mundial en Japón y en el 8.º en aforo del certamen sobre 20 estadios.
Tras la obtención del Júbilo Iwata de la Copa J. League 2010 el estadio recibió la Copa Suruga Bank 2011 el 3 de agosto donde se enfrentaron el equipo local y el Club Atlético Independiente.
Fue sede de la 58.º edición del Festival Nacional de Deportes de 2003 como estadio principal del Japón.
También cuenta con pista de atletismo lo que hace que este deporte se pueda practicar en el Estadio Ecopa.

## Copa Mundial de Fútbol de 2002
- ver Copa Mundial de Fútbol de 2002.

| Fecha      | Selección  | Resultado | Selección | Ronda            |
| ---------- | ---------- | --------- | --------- | ---------------- |
| 11-06-2002 | Camerún    | 0 - 2     | Alemania  | Grupo E          |
| 14-06-2002 | Bélgica    | 3 - 2     | Rusia     | Grupo H          |
| 21-06-2002 | Inglaterra | 1 - 2     | Brasil    | Cuartos de final |

### Copa Suruga Bank 2011
| 3 de agosto de 2011 | Júbilo Iwata                                | 2:2 (1:1) (4:2 p.)         | Independiente                    | Estadio Ecopa, Fukuroi, Shizuoka                                     |                                                                      |
| 19:00 (JST)         | Battión 9' (a.g.) · Arata 58'               | Reporte                    | 32' Tuzzio · 47' Parra           | Asistencia: 19.034 espectadores Árbitro(s): Lee Probert (Inglaterra) | Asistencia: 19.034 espectadores Árbitro(s): Lee Probert (Inglaterra) |
|                     |                                             | Tiros desde el punto penal |                                  |                                                                      |                                                                      |
|                     | Kobayashi · Yamada · Nasu · Komano · Fujita |                            | Núñez · Pellerano · Báez · Parra |                                                                      |                                                                      |

## Localización y vías de acceso

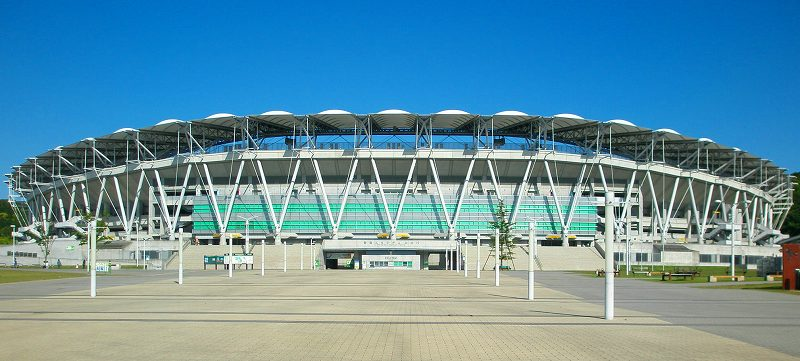
Vista exterior del estadio.

El estadio se encuentra en la ciudad de Shizuoka, capital de la Prefectura de Shizuoka, Japón.
Al mismo tiempo que se construía el estadio también se construyó la Estación Aino que se encuentra a 4 minutos al oeste de la Estación Kakegawa. Cuando el estadio se utiliza para la J1 League o encuentros internacionales, los autobuses se dirigen de la estación Kakegawa hacia el estadio.
La caminata desde la estación de Aino al estadio se caracteriza por las dieciséis obras de arte que bordean la ruta. Estos fueron construidos para conmemorar la Copa Mundial de Fútbol de 2002. Cada obra de arte fue diseñada por un artista en conmemoración a las 16 anteriores copas mundiales.